# Giuseppe Delfino
Giuseppe Delfino (ur. 22 listopada 1921 w Turynie, zm. 10 sierpnia 1999 w Palazzo Canavese) – włoski szpadzista, wielokrotny medalista igrzysk olimpijskich i mistrzostw świata.
Na igrzyskach olimpijskich w Helsinkach w 1952 roku wspólnie z Edoardo Mangiarottim, Dario Mangiarottim, Carlo Pavesim, Franco Bertinettim i Roberto Battaglią zdobył drużynowo złoty medal. Na rozgrywanych cztery lata później igrzyskach olimpijskich w Melbourne wywalczył indywidualnie srebrny medal. W rundzie finałowej, w barażach o złoto wygrał jedną walkę i przegrał kolejną, plasując się ostatecznie za Carlo Pavesim, a przed Edoardo Mangiarottim. Parę dni później razem z Mangiarottim, Pavesim, Bertinettim, Giorgio Anglesio i Alberto Pellegrino ponownie zdobył złoty medal. Kolejne dwa medale wywalczył na igrzyskach olimpijskich w Rzymie w 1960 roku. W turnieju indywidualnym, w rundzie finałowej uzyskał tyle samo punktów co Brytyjczyk Allan Jay. W barażu o złoty medal Delfino pokonał Jaya 5:2. Na tej samej imprezie Włosi w składzie: Edoardo Mangiarotti, Giuseppe Delfino, Carlo Pavesi, Alberto Pellegrino, Fiorenzo Marini i Gianluigi Saccaro zwyciężyli drużynowo. Brał też udział w igrzyskach olimpijskich w Tokio w 1964 roku, gdzie wraz z kolegami zdobył srebrny medal drużynowo. W zawodach indywidualnych odpadł w półfinałach.
Podczas mistrzostw świata w Monte Carlo w 1950 roku wspólnie z Giorgio Anglesio, Edoardo Mangiarottim, Fiorenzo Marinim i Carlo Pavesim zdobył złoty medal w zawodach drużynowych. W tej samej konkurencji Włosi z Delfino w składzie zdobywali też złote medale na mistrzostwach świata w Brukseli (1953), mistrzostwach świata w Luksemburgu (1954), mistrzostwach świata w Rzymie (1955), mistrzostwach świata w Paryżu (1957) i mistrzostwach świata w Filadelfii (1958). Ponadto zdobył brązowy medal indywidualnie na mistrzostwach świata w Budapeszcie w 1959, plasując się za Bruno Habārovsem z ZSRR i Allanem Jayem.
Podczas IO 1964 niósł włoską flagę w czasie ceremonii otwarcia. Miał wówczas 42 lata.
Po zakończeniu kariery został prezydentem Club Scherma Torino, a następnie Circolo Scherma Ivrea.

## Starty olimpijskie
Helsinki 1952
- szpada – złoto w drużynie

Melbourne 1956
- szpada – złoto w drużynie
- szpada – srebro indywidualnie

Rzym 1960
- szpada – złoto indywidualnie i w drużynie

Tokio 1964
- szpada – srebro w drużynie